# آیریش تاون (کالیفرنیا)
آیریش تاون (به انگلیسی: Irish Town) یک منطقهٔ مسکونی در ایالات متحده آمریکا است که در شهرستان بیوت، کالیفرنیا واقع شده‌است. آیریش تاون ۶۹۲ متر بالاتر از سطح دریا قرار دارد.